# Vengurla
Vengurla là một thành phố và là nơi đặt hội đồng đô thị (municipal council) của quận Sindhudurg thuộc bang Maharashtra, Ấn Độ.

## Địa lý
Vengurla có vị trí 15°52′B 73°38′Đ / 15,87°B 73,63°Đ Nó có độ cao trung bình là 11 mét (36 feet).

## Nhân khẩu
Theo điều tra dân số năm 2001 của Ấn Độ, Vengurla có dân số 12.471 người. Phái nam chiếm 49% tổng số dân và phái nữ chiếm 51%. Vengurla có tỷ lệ 81% biết đọc biết viết, cao hơn tỷ lệ trung bình toàn quốc là 59,5%: tỷ lệ cho phái nam là 86%, và tỷ lệ cho phái nữ là 76%. Tại Vengurla, 10% dân số nhỏ hơn 6 tuổi.